# 브라이언트 공원

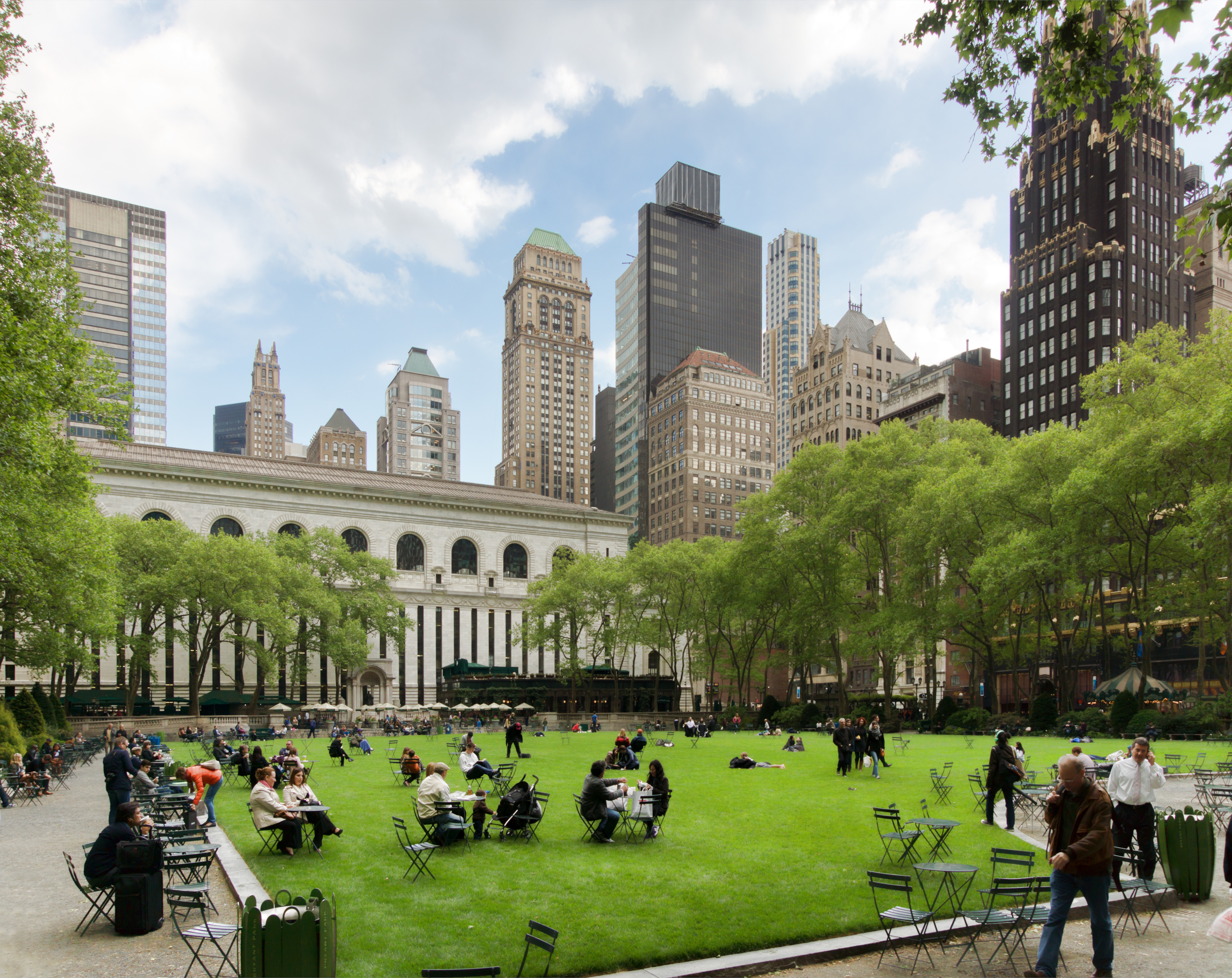
브라이언트 공원

브라이언트 공원(Bryant Park)은 뉴욕 맨해튼의 공원이다. 미드타운 맨해튼 한복판에 있으며, 뉴욕